# Liste der Stolpersteine in Senftenberg

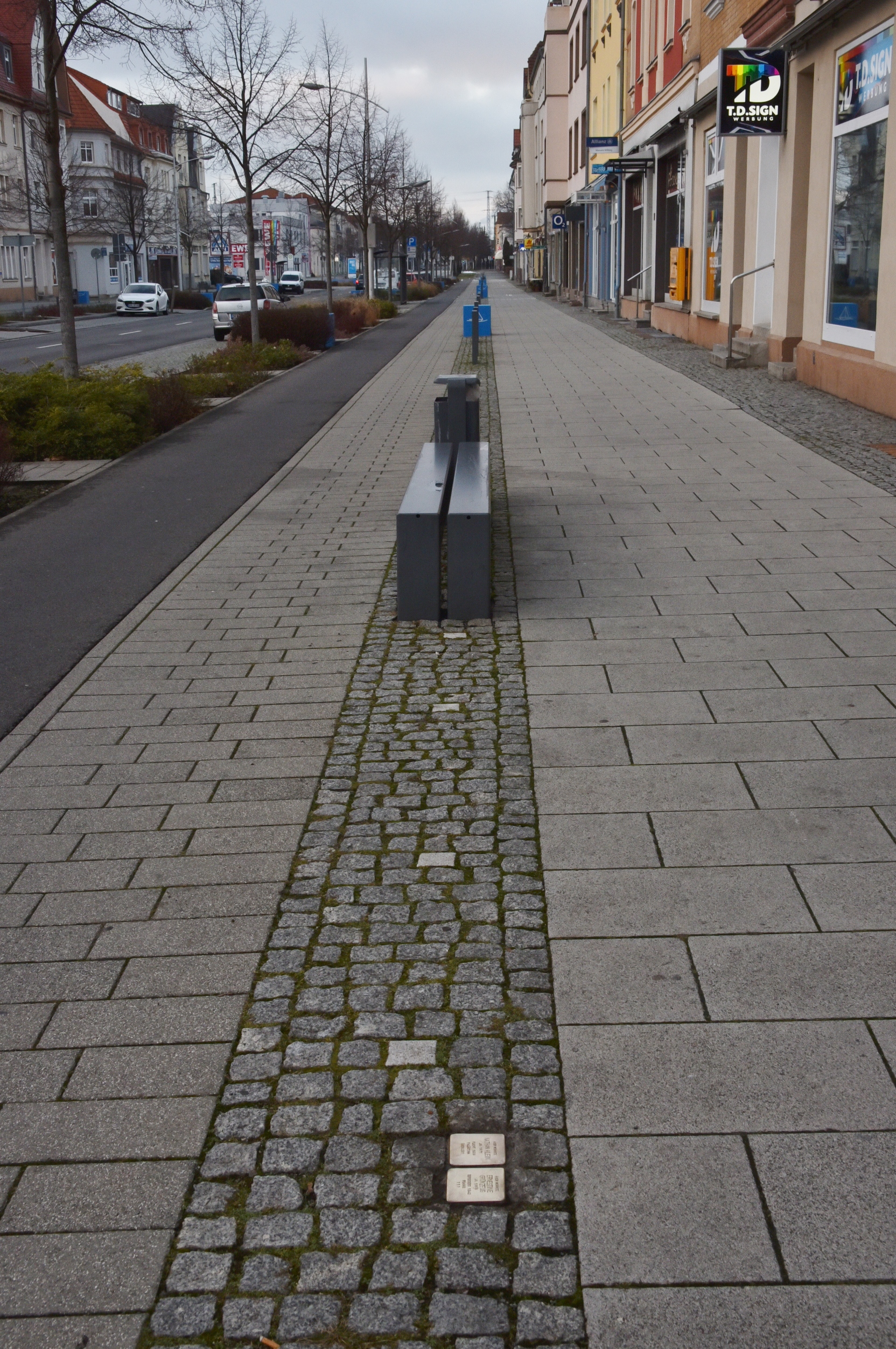
Stolpersteine in Senftenberg

Die Liste der Stolpersteine in Senftenberg enthält sämtliche Stolpersteine, die im Rahmen des gleichnamigen Projektes von Gunter Demnig in Senftenberg verlegt wurden. Es wurden zwanzig Stolpersteine in Senftenberg verlegt, die ersten am 10. Juli 2007.

## Verlegte Stolpersteine
| Stolperstein | Inschrift | Verlegeort         | Name, Leben |
| ------------ | --- | ------------------ | --- |
|              | HIER WOHNTE ROSALIE GOLDEMANN JG. 1879 DEPORTIERT 1940 BELZYCE ?                                                                           | Bahnhofstraße 22   | Rosalie Goldemann |
|              | HIER WOHNTE ERNESTINE GRÜNZEUG JG. 1898 DEPORTIERT 1942 PIASKI ?                                                                           | Bahnhofstraße 23   | Ernestine Grünzeug |
|              | HIER WOHNTE CHARLOTTE 'LOTTE' JACOBOWITZ VERH. CASPI JG. 1916 FLUCHT 1934 PALÄSTINA                                                        | Markt              | Charlotte Jacobowitz |
|              | HIER WOHNTE GÜNTHER STEFAN JACOBOWITZ SHLOMO MUTZ JACOBI JG. 1932 FLUCHT 1933 PALÄSTINA                                                    | Markt              | Günther Stefan Jacobowitz, auch Shlomo Mutz Jacobi, |
|              | HIER WOHNTE LEA ELISA JACOBOWITZ LISA JACOBI GEB. COHN JG. 1900 FLUCHT 1933 PALÄSTINA                                                      | Markt              | Lea Elisa Jacobowitz, auch Lisa Jocobi, |
|              | HIER WOHNTE MAX JACOBOWITZ JG. 1880 FLUCHT 1933 PALÄSTINA                                                                                  | Markt              | Max Jacobowitz Das Manufacturwaren-Geschäft Punitzer Nachfahren, das seit 1907 von Max Jacobowitz betrieben wurde, befand sich am Markt 4. Vier Steine auf dem Markt sollen an Max Jakobowitz, dessen Ehefrau Lea Elisa sowie an Tochter Charlotte und Sohn Günther Stefan erinnern. Ihnen gelang nach dem Boykottaufruf vom 31. März 1933 die Flucht nach Palästina. |
|              | HIER WOHNTE NATHAN KLEIN JG. 1871 FLUCHT 1939 PALÄSTINA ÜBERLEBT                                                                           | Bahnhofstraße 23   | Nathan Klein |
|              | HIER WOHNTE HERBERT LOEWY JG. 1889 DEPORTIERT 1943 ERMORDET IN AUSCHWITZ                                                                   | Markt 5            | Herbert Loewy |
|              | HIER WOHNTE EDITH MARCUS VERH. JERESLAW JG. 1923 FLUCHT 1939 SHANGHAI                                                                      | Fichtestraße 12    | Edith Marcus |
|              | HIER WOHNTE ELSE MARCUS GEB. JACOBOWITZ JG. 1883 FLUCHT 1939 SHANGHAI                                                                      | Fichtestraße 12    | Else Marcus |
|              | HIER WOHNTE LUDWIG MARCUS JG. 1885 FLUCHT 1939 SHANGHAI                                                                                    | Fichtestraße 12    | Ludwig Marcus nach dem 10. November 1938 wurde das Schuhgeschäft in der Bahnhofstraße 28 geplündert, die Familie aus der Wohnung Fichtestr. 12 in die Sternstraße interniert; am 29. Juli 1939 flieht Ludwig Marcus mit seiner Frau Else und Tochter Edith über Genua. Nach mehreren Wochen erreichen sie am 28. August Shanghai.                                     |
|              | HIER WOHNTE SIEGFRIED MARCUS JG. 1882 DEPORTIERT 2.4.1942 RICHTUNG OSTEN WARSCHAU ?                                                        | Fichtestraße 12    | Siegfried Marcus Der körperlich beeinträchtigte Siegfried wurde in Berlin in einer Pflegestelle untergebracht. 1942 wurde er von dort deportiert. |
|              | HIER WOHNTE WLADISLAUS PAWLITZKI JG. 1895 VERHAFTET SEPT. 1939 SACHSENHAUSEN ERMORDET 24.1.1940                                            | Calauer Straße 29  | Wladislaus Pawlitzki |
|              | HIER WOHNTE DR. RUDOLF REYERSBACH JG. 1897 POGROMOPFER ERMORDET 10.11.1938                                                                 | Steindamm 17       | Rudolf Reyersbach Nachdem der Stolperstein entwendet wurde, wurde am 9. November 2013 ein neuer verlegt. |
|              | HIER WOHNTE HERTA RÖSTEL JG. 1900 OPFER DES POGROMS 1938 MISSHANDELT TOT AN FOLGEN 26.4.1941                                               | Eisenbahnstraße 20 | Herta Röstel |
|              | HIER WOHNTE META SACHS JG. 1880 DEPORTIERT 19.4.1943 ERMORDET IN AUSCHWITZ                                                                 | Taubenstraße 4     | Meta Sachs |
|              | IN SENFTENBERG-FLUR WOHNTE MARIANNE SEIDEL GEB. KARPSINSKI JG. 1896 MITGLIED DER SPD 'SCHUTZHAFT' 1933 MISSHANDELT TOT AN FOLGEN 10.7.1933 | Markt              | Marianne Seidel |
|              | IN SENFTENBERG-FLUR WOHNTE DORA SINGERMANN GEB. PLOTZKE JG. 1875 OPFER DES POGROMS 1938 DEPORTIERT 1942 GHETTO WARSCHAU ?                  | Markt              | Dora Singermann |
|              | HIER WOHNTE ASTRID ZELLNER JG. 1926 DEPORTIERT 1942 RICHTUNG THERESIENSTADT FLUCHT BEI COTTBUS ÜBERLEBT                                    | Eisenbahnstraße 20 | Astrid Zellner |
|              | HIER WOHNTE LEO ZELLNER JG. 1877 VERHAFTET 10.11.1938 DEPORTIERT 22.2.1940 SACHSENHAUSEN TOT 16.3.1940                                     | Eisenbahnstraße 20 | Leo Zellner |

## Verlegedaten
Die Stolpersteine in Senftenberg wurden vom Künstler persönlich an folgenden Tagen verlegt:
- 10. Juli 2007: Calauer Straße 29, Eisenbahnstraße 20, Fichtestraße 12, Steindamm 17, Taubenstraße 4
- 22. März 2011: Bahnhofstraße 22 und 23, Eisenbahnstraße 20, Markt 5, Aussichtspunkt Reppist am Markt (27. Januar 2013 in die Schmiedestraße umverlegt)
- 9. Nov. 2013: Neuverlegung eines Steines für Dr. Rudolf Reyersbach, der gestohlen worden war
- 11. Nov. 2016: Fichtestraße 12, Markt (Familie Jakobowitz)